# Christina Bohannan

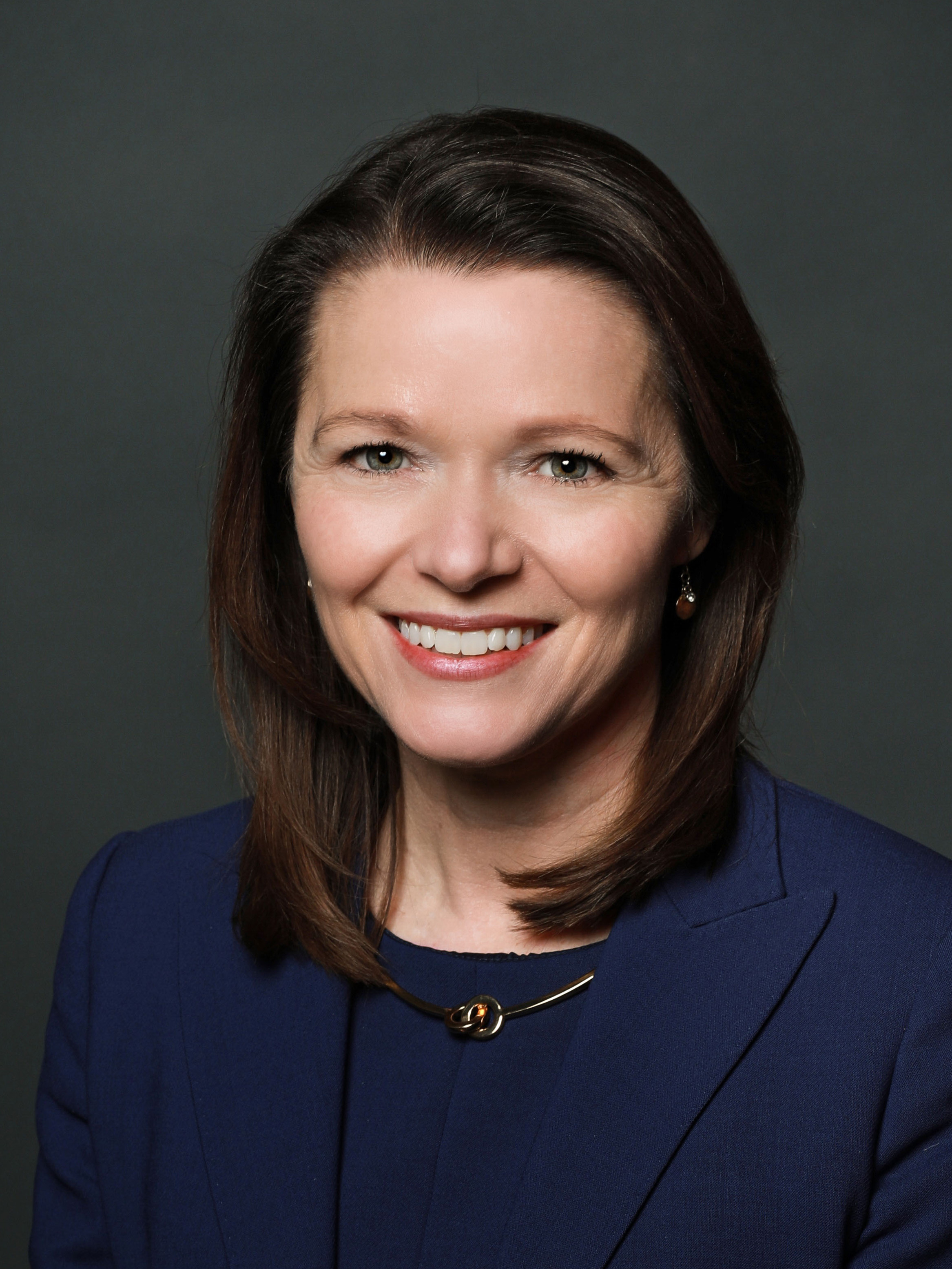
Christina Bohannan, 2021

Christina Bohannan (* 1971 in Thomasville (Georgia)) ist eine US-amerikanische Rechtswissenschaftlerin und Politikerin der Demokraten. Sie ist Professorin an der Law School der University of Iowa und wurde 2020 für den 89. Wahlbezirk in das Repräsentantenhaus von Iowa gewählt. 2022 und 2024 bewarb sie sich erfolglos um einen Sitz im Repräsentantenhaus der Vereinigten Staaten.

## Leben
Sie wuchs als drittes Kind ihrer Eltern in einem Wohnwagen auf. Ihr Vater erkrankte, ohne ausreichender Krankenversicherung, in ihrer Jugend an einem Lungenemphysem. Sie wuchs in Florida auf. Christina Bohannan war das erste Mitglied ihrer Familie, die ein College besuchte. Sie studierte zunächst an der University of Florida Ingenieurwesen und arbeitete nach ihrem Abschluss im Florida Department of Environmental Protection, bevor die an sie University of Florida zurückkehrte und Rechtswissenschaft studierte.

## Juristische Laufbahn
Nach dem Abschluss ihres Jurastudiums mit dem Grad eines Juris Doctor war sie wissenschaftliche Mitarbeiterin am 11th Circuit Court of Appeals in Montgomery (Alabama).
2000 ging Bohannan zunächst als Gastprofessorin an die University of Iowa. Nach zwei Jahren wurde sie festes Mitglied der Rechtsfakultät.
An der University of Iowa lehrt sie zum geistigen Eigentum und 1. Verfassungszusatz. Bohannans Forschungsschwerpunkte sind Tort Law, Recht des Copyrights und Wettbewerbsrecht und geistiges Eigentum.

## Politik
Christina Bohannan trat bei den Wahlen 2020 an, um im 85. Wahlbezirk in das Repräsentantenhaus von Iowa gewählt zu werden. Sie setzte sich in der Vorwahl der Demokraten mit 66 Prozent gegen Vicki Lensing durch und hatte in der Hauptwahl im November keinen republikanischen Gegenspieler.
In den folgenden Wahlen trat sie nicht erneut für das Repräsentantenhaus Iowas an, sondern zur Wahl zum US-Repräsentantenhaus 2022 im ersten Wahldistrikt Iowas. Sie unterlag hier im Südosten Iowas der republikanischen Amtsinhaberin Mariannette Miller-Meeks, die 53,4 Prozent der Stimmen erringen könnte. Wahlkampfthemen waren Inflation, das Recht auf Schwangerschaftsabbruch, Grenzsicherung und Umweltthemen gewesen. Die Wahl war Teil einer„roten Welle“ 2022 in Iowa, die den Republikanern alle Sitze Iowas im US-Repräsentantenhaus, und Mehrheiten in den beiden Parlamentskammern des Bundesstaates beschert hatte.
Bei den Wahlen 2024 buhlten Bohannan und Miller-Meeks erneut im ersten Wahlbezirk um das Mandat im Repräsentantenhaus. Wahlkampfthemen waren Miller-Meeks Haltung zu Abtreibungsverboten, die Behauptung Bohannan habe zur Entfinanzierung der Polizei aufgerufen und der Gazakonflikt. Es wurde eine der engsten Wahlen zum Repräsentantenhaus in der Wahlperiode. Nach einer Nachzählung stand fest, dass Bohannan um 798 Stimmen unterlegen war (50,1 % zu 49,9 %).

## Veröffentlichungen
- Christina Bohannan: Creation without Restraint: Promoting Liberty and Rivalry in Innovation. Oxford University Press, 2012, ISBN 978-0-19-973883-0